# Gibuti (città)
Gibuti (in arabo جيبوتي; in francese Djibouti) è la capitale e la più grande città dello Stato africano omonimo.
Ha una popolazione di 475 332 abitanti al censimento 2008; nella città risiedono oltre due terzi della popolazione della nazione.

## Geografia fisica
Gibuti sorge sulle coste meridionali del golfo di Tagiura, su una penisola articolata in tre successivi piani madreporici: il Plateaux du Serpent, il Plateaux du Marabout e il Plateaux du Héron. La città è situata a 20 km ad ovest dal confine con la Somalia.
Fanno parte del territorio della città anche le isole Moucha e Maskali, posizionate nel mezzo del golfo di Tagiura, a circa 15 km a nord di Gibuti.

## Storia
Nel 1888, una volta fissati i confini con il vicino protettorato britannico della Somalia, i francesi fondarono su una penisola, localmente nota come ras Djiboutil, un piccolo insediamento. Un paio d'anni dopo, nel 1896, il governatore Lagarde trasferì la sede della capitale della Costa Francese dei Somali da Obock a Gibuti, facendo così decollare le fortune della città. Oltre a diventare un importante scalo marittimo per le navi francesi dirette in Indocina e in Madagascar, Gibuti fu scelta come capolinea della ferrovia internazionale che la univa a Dire Daua, nell'Abissinia. Nel 1917 la ferrovia raggiunse anche la capitale etiope di Addis Abeba, favorendo ulteriormente i traffici nel porto di Gibuti. 
Con l'occupazione nazista della Francia durante la seconda guerra mondiale, Gibuti finì sotto il controllo dei collaborazionisti di Vichy. Nel 1942 gli inglesi presero il controllo della città. Nel 1977 divenne capitale della Repubblica di Gibuti.

## Monumenti e luoghi d'interesse
- Moschea Al-Hamoudi
- Moschea Al Sada
- Moschea Salman
- Cattedrale di Nostra Signora del Buon Pastore

## Infrastrutture e trasporti

### Strade
Gibuti è un importante snodo stradale regionale connesso sia con le regioni meridionali ed occidentali del paesi sia con il confine con la Somalia.

### Aeroporti
L'aeroporto internazionale di Gibuti-Ambouli, situato a circa 6 km a sud della città, è il secondo scalo aeroportuale più grande del Corno d'Africa. Aperto nel 1948, è servito da numerose compagnie straniere come Yemenia, Air France, Flydubai, Ethiopian Airlines, Turkish Airlines, Kenya Airways e Qatar Airways.

### Ferrovie
Gibuti era stazione di testa della vecchia linea per Addis Abeba e ora terminal passeggeri con la nuova stazione di Nagad della linea a scartamento normale Addis Abeba-Gibuti.

### Porti
Il porto di Gibuti è, grazie alla sua posizione strategica, il più importante scalo marittimo dell'intera regione del Corno d'Africa. La crescita dei traffici navali ha spinto le autorità locali ad aprire un secondo porto nella vicina località di Doraleh. Quest'ultimo scalo è servito dalla linea ferroviaria che unisce Gibuti all'Etiopia, favorendo ulteriormente gli scambi commerciali tra i due paesi.